# Xyleborus
Genre
Xyleborus est un genre d'insectes coléoptères xylophages de la famille des Curculionidae, de la sous-famille des Scolytinae. Leurs larves creusent des galeries dans le bois.

## Espèces

### Espèces rencontrées en Europe
- Xyleborus affinis (en)
- Xyleborus cryptographus
- Xyleborus dispar - Xylébore disparate
- Xyleborus dryographus
- Xyleborus eurygraphus
- Xyleborus monographus
- Xyleborus perforans
- Xyleborus pfeilii

### Autres espèces
- Xyleborus glabratus, en Asie (envahissante aux États-Unis)

### Synonymes
- Xyleborus elegans Sampson, 1923, un synonyme de Coptodryas elegans